# Cantone di Le Donjon
Il Cantone di Le Donjon era una divisione amministrativa dell'arrondissement di Vichy.
A seguito della riforma approvata con decreto del 27 febbraio 2014, che ha avuto attuazione dopo le elezioni dipartimentali del 2015, è stato soppresso.

## Composizione
Comprendeva 13 comuni:
- Avrilly
- Le Bouchaud
- Chassenard
- Le Donjon
- Lenax
- Loddes
- Luneau
- Montaiguët-en-Forez
- Montcombroux-les-Mines
- Neuilly-en-Donjon
- Le Pin
- Saint-Didier-en-Donjon
- Saint-Léger-sur-Vouzance